# Magnalium
Magnalium je označení slitiny hliníku, obsahující 5–50 % hořčíku. Pro zvýšení tvrdosti slitiny bývají přidávána i stopová množství jiných prvků, například mědi, niklu a cínu. Magnalium nachází své využití ve strojírenství a pyrotechnice.

## Vlastnosti
Slitiny s menším podílem hořčíku (kolem 5 %) vynikají velkou pevností, odolávají lépe korozi a mají také nižší hustotu než čistý hliník. Dají se lépe obrábět a svářet než hliník. Slitiny s větším obsahem hořčíku (kolem 50 %) jsou křehčí a náchylnější ke korozi než hliník.

## Použití
Ačkoliv jsou všeobecně mnohem dražší než samotný hliník, velká pevnost, nízká hustota a hmotnost a větší obrobitelnost slitin s nižším podílem hořčíku je předurčily k využití při konstrukci leteckých a automobilových součástí. Používají se také k výrobě kovových zrcadel a speciálních nástrojů. Slitiny s obsahem kolem 50 % hořčíku se však kvůli svým vlastnostem tohoto využití nedočkaly. Přesto jsou pro svou vysokou hořlavost v práškovém stavu a mnohem vyšší reaktivitu používány v pyrotechnice.